# رئیس (فیلم ۲۰۱۶)
رئیس (انگلیسی: The Boss) فیلمی کمدی آمریکایی به کارگردانی بن فالکون و نویسندگی فالکون، ملیسا مک‌کارتی و استیو مالوری است. از بازیگران آن می‌توان به مک‌کارتی، کریستن بل، پیتر دینکلیج، تایلر لابین و کریستین شال اشاره کرد. فیلم رئیس توسط یونیورسال استودیوز در ۶ آوریل ۲۰۱۶، در ایالات متحده به نمایش درآمد.

## بازیگران
- ملیسا مک‌کارتی
- کریستن بل
- پیتر دینکلیج
- انی مامولو
- تایلر لابین
- کریستین شال
- مارگو مارتیندال
- کتی بیتس
- الا اندرسون